# فیرا دی پریمیرو
فیرا دی پریمیرو (به ایتالیایی: Fiera di Primiero) یک منطقهٔ مسکونی در ایتالیا است که در ترنتینو واقع شده‌است.

## خصوصیات
فیرا دی پریمیرو ۰٫۱۵ کیلومترمربع مساحت و ۵۲۱ نفر جمعیت دارد و ۷۲۲ متر بالاتر از سطح دریا واقع شده‌است.